# Āqāj
Āqāj (persiska: آقاج, آگاچ, آقاچ) är en ort i Iran.   Den ligger i provinsen Hamadan, i den nordvästra delen av landet, 210 km väster om huvudstaden Teheran. Āqāj ligger 1 806 meter över havet och antalet invånare är 286.
Terrängen runt Āqāj är kuperad söderut, men norrut är den platt. Runt Āqāj är det ganska tätbefolkat, med 120 invånare per kvadratkilometer. Närmaste större samhälle är Hīzaj, 16,7 km väster om Āqāj. Trakten runt Āqāj består i huvudsak av gräsmarker.